# トムズリバー (ニュージャージー州)
トムズリバー・タウンシップ（英: Toms River）は、アメリカ合衆国ニュージャージー州のオーシャン郡にあるタウンシップであり、郡庁所在地である。人口は9万5438人（2020年）。
トムズリバー・タウンシップは1768年3月1日に王室勅許により「ドーバー・タウンシップ」として設立された。領域はシュルーズベリー・タウンシップの一部が分離したが、その時点ではモンマス郡に残っていた。ドーバー・タウンシップは1798年2月21日に成立したニュージャージー州議会の法により、州初のタウンシップ104か所の1つとして法人化された。タウンシップに入っていた領域の一部がジャクソン・タウンシップ（1844年3月6日）、ユニオン・タウンシップ（1846年3月10日、現在のバーニガット・タウンシップ）、ブリック・タウンシップ（1850年2月15日）、マンチェスター・タウンシップ（1865年5月6日）、バークリー・タウンシップ（1875年3月31日）、アイランドハイツ・ボロ（1887年5月6日）、ラバレット・ボロ（1887年12月21日）シーサイドハイツ・ボロ（1913年2月26日）を作るために分割された。
2006年11月7日、住民投票により公式名称をドーバー・タウンシップからトムズリバー・タウンシップに変更することが承認され、2006年11月14日付で有効となった。
2006年、第13回モーガン・クイットノー調査で、全国369都市の中で「全米の安全な都市」第15位に挙げられた。2007年には371都市の中で第14位になった。
トムズリバー・タウンシップは様々なテレビやニューズメディアで紹介されており、例えばMTVの『Made』や『Jersey Shore』、HBOの『ボードウォーク・エンパイア 欲望の街』、および映画『悪魔の棲む家』のロケ地となった。1998年、トムズリバー・イースト・リトルリーグがリトルリーグ・ワールドシリーズで優勝した。トムズリバーでは世界で2番目に大きいと言われるハロウィンのパレードを行っている。

## 歴史

### 町の設立と初期
トムズリバーの初期歴史の多くは相矛盾する話があって曖昧になっている。様々な史料が町名の由来を、イングランド人大尉のウィリアム・トムズ、農夫で渡し船を経営したトマス・ルーカー、トムというインディアンなどを挙げている。1992年、タウンシップの225周年を祝う行事の一部として、トムズリバーのトムはグース・クリーク（現在のトムズ川）の渡し船を運営したトマス・ルーカーであるという伝説に対し公式の認定を行った。19世紀、トムズリバーは造船業、捕鯨業、漁業、鉄工業、製材業の中心になった。町も川も通常は「Tom's River」と綴られていたが、19世紀の半ばから現在の形になってきた。
トムズリバーはシュルーズベリー・タウンシップの南部にあり、1767年に分離する勅許を得て、ドーバー・タウンシップを形成した。アメリカ独立戦争のとき、植民地民兵隊に塩を供給する戦略的に重要な製造所があり、また沖合でイギリス船やロイヤリストの船を略奪する私掠船の基地になった。1782年3月、イギリス軍とロイヤリスト兵の一群が植民地民兵隊を収容していた川沿いの小要塞を攻撃し、ジョシュア・ハディ大尉を捕獲し、後にサンディフックで絞首刑にした。町の塩製造所や家屋の大半も破壊された。この事件はイギリス軍、ロイヤリストと植民地の緊張した関係を大きく悪化させ、当時パリで進行中だった和平交渉を長引かせ、1783年までかかる要因になった。
トムズリバーはアメリカ合衆国国家歴史登録財にも、ニュージャージー州の歴史登録財にも指定されている。

### 19世紀半ばから20世紀初め

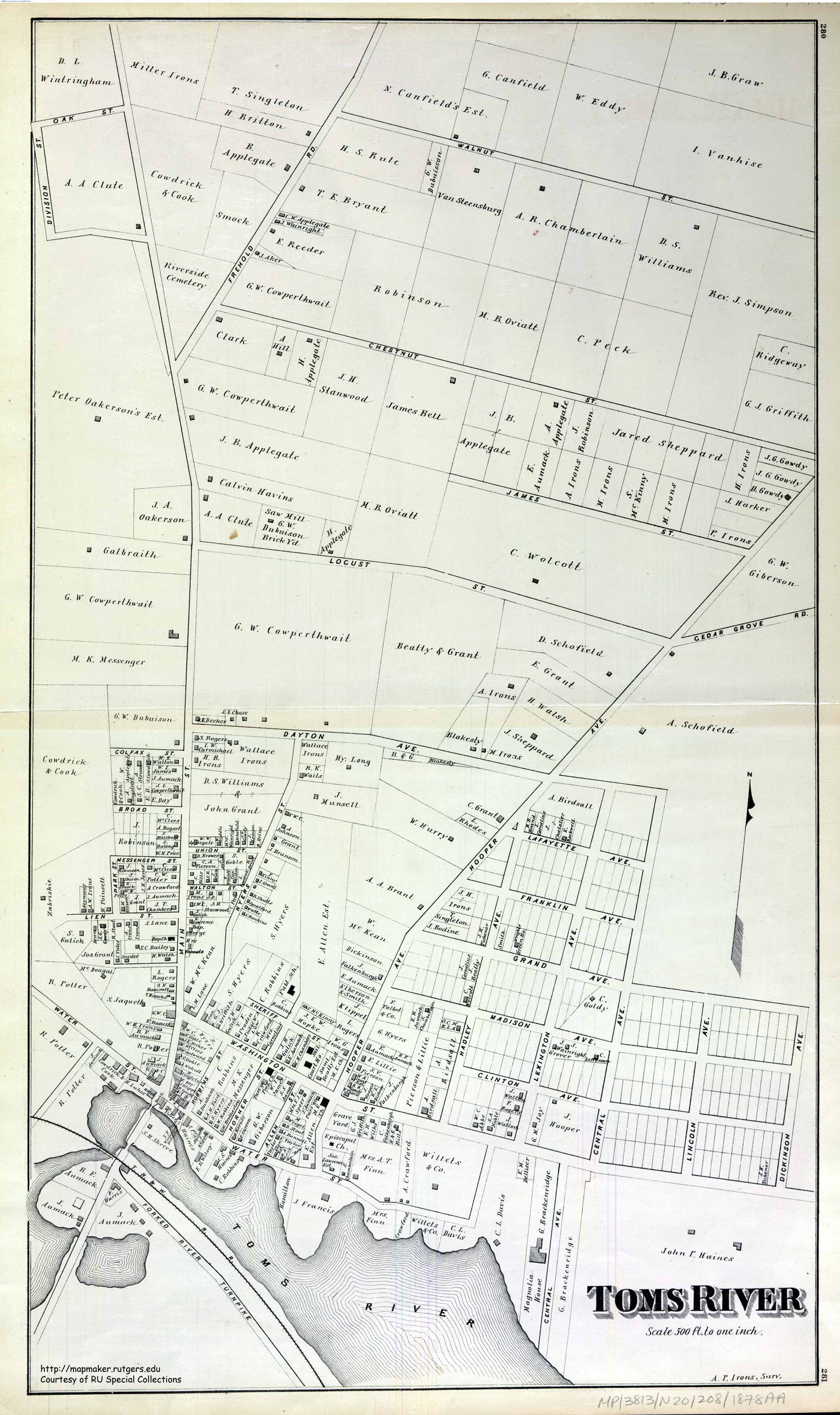
1878年のトムズリバー地図

1850年、トムズリバーはモンマス郡の南部が分離して新設されたオーシャン郡の郡庁所在地となった。19世紀後半から20世紀の初期、ドーバー・タウンシップの中から多くの新しい町が創設された。その中にはブリック、ジャクソン、レイクウッド、バークリーの各タウンシップがあった。トムズリバーは1914年と1926年の2度、ドーバー・タウンシップからの分離を試みたが、うまく行かなかった。川の南岸にあるトムズリバーの部分は1927年にサウストムズリバーとして法人化されたバークリー・タウンシップまで伸びていたが、川の北岸にある当初の町の中核部は今日でも広いタウンシップの一部になっている。

### 20世紀半ばから後半
20世紀の終盤20年間、タウンシップの人口はかなり変化し、1990年代には2万人以上が増えた。タウンシップは自治体と郡政府の中心でありながら、ガーデン・ステイト公園道路の開通もあって、地域の人口は第二次世界大戦後の10年間で爆発した。トムズリバーは2世紀にわたってタウンシップの中で人口が多く、また密度も高かったが、現住民の大半は、町の他の部分で買い物し、働いている。
トムズリバーのリトルリーグ野球チーム、「ビースト・フロム・ジ・イースト」が1990年代の5年間に3度リトルリーグ・ワールドシリーズに出場し、1998年には日本のチーム（茨城県鹿嶋市）を12対9で破って優勝した。優勝した後のパレードには4万人以上の観衆が州道37号線に集まった。2010年にはウィリアムズポートで開催された第4回大西洋岸中部選手権にも出場した。
1996年、トムズリバー・レイダー・ジュニア・ピーウィー・フットボールチームが全国タイトルを獲得した。1993年、トムズリバー・リトルインディアン・ミジェット・チア隊が最初のチアリーディング全国タイトルを獲得した。2001年から2003年の3年連続でもトムズリバー・エンジェルスが全国タイトルを獲得した。2005年、トムズリバー・リトルインディアンスがさらに2つの全国タイトルを持ち帰り、トムズリバー・レイダースも全国優勝した。2006年、トムズリバー・エンジェルス・ミジェット・ラージ・アドバンスト・チア・スカッドとトムズリバー・リトルインディアンス・ミジェット・スモール・インタミディエイト・チア・スカッドがさらに2つの全国タイトルをもたらした。さらに2007年位はトムズリバー・エンジェルスが1つ、インディアンスが2つの全国タイトルを持ち帰った。
1990年代半ば、州と連邦政府健康環境機関が、1970年から1995年のトムズリバーで子供の癌症例が増加したと報告した。州と連邦政府健康環境機関による複数の調査で、癌増加の要因は1952年から操業していたトムズリバー化学品工場（チバガイギー）による汚染の可能性があることを示した。この地域は地下水から有毒な化学品が検出された後の1983年、アメリカ合衆国環境保護庁のスーパーファンド適用となった。翌年、郡道571号線（ベイ・アベニュー）とボーン・アベニューの角で排水管に漏れがあることが分かり、閉鎖された。工場は1996年に操業を止めた。1996年から2000年に行われた追跡調査で、予想以上に癌が発症している一方で、発症率が著しく低下しており、州平均の発症率と比較して統計的に有意と判断されることが示された。1996年からトムズリバーの上水道は州内でも最も厳しい試験を行うようになり、現在は飲用に適していると見なされている。ジャーナリストのダン・ファギンが2014年にピューリッツァー賞を獲得した著作『トムズリバー: 科学と救済の話』は、この汚染の問題を詳細に検証したものである。

### トムズリバー・タウンシップ
広大なドーバー・タウンシップには幾つかの地区があり、その中で小さな部分がトムズリバーの村と呼ばれていた。ドーバー・タウンシップの中でアメリカ合衆国郵便公社が郵便用住所にトムズリバーを採用しており、他の地区の人口変化を反映して、ドーバー・タウンシップの内外の部分がトムズリバーと呼ばれるようになった。1990年国勢調査で、トムズリバーと呼ばれる国勢調査指定地域は、8,000人を下回る中心街の村を含んでいるだけだった。名称に関する混乱もあり、この国勢調査指定地域は、地域の通常の呼ばれ方を反映する形でドーバー・タウンシップの全域を含むようになった。
長い間にタウンシップの名称に関する混乱は多くの住人にとっての問題になっていった。ドーバー・タウンシップ改称委員会の周辺に組織された運動は、ポール・ブラシュが起こし、オーシャン郡商工会議所が支持し、2006年11月の住民投票を目指した署名が集められた。11月7日にあった投票で、60%以上の住民がドーバー・タウンシップからトムズリバー・タウンシップへの改称を承認した。名称の公式の改称は2006年11月14日だった。

## 地理
アメリカ合衆国国勢調査局に拠れば、領域全面積は52.884平方マイル (136.969 km2)であり、このうち陸地40.488平方マイル (104.863 km2)、水域は12.396平方マイル (32.105 km2)で水域率は23.44%である。ニューヨーク市のマンハッタンからは南に70マイル (110 km)、フィラデルフィアからは東に55マイル (89 km) に位置している。
トムズリバーの領域の大半は本土にあるが、ドーバービーチズ・ノースとサウスは、大西洋とバーニガット湾を分ける細長いバリア半島のバーニガット半島に位置している。ドーバービーチズ・サウスは北に自治体のラバレットに接し、南はシーサイドハイツに接している。トムズリバー・タウンシップは、北にレイクウッド・タウンシップ、北東にブリック・タウンシップ、東にラバレット・ボロとシーサイドハイツ、南東にアイランドハイツ・ボロ、南にサウストムズリバー・ボロ、南西にバークリー・タウンシップ、西にマンチェスター・タウンシップ、北西にジャクソン・タウンシップ、に接している。
トムズリバー・タウンシップの中にある地区として、ドーバービーチズ・ノース（2010年の人口1,239人）、ドーバービーチズ・サウス（同1,209人）、国勢調査指定地域のトムズリバー（同88,791人）がある。その他の未編入領域はアンドリュー・ポイント、ベイショア、カッタスアイランド、シーダーグローブ、チャドウィック、コーツポイント、イーストドーバー、ギルフォードパーク、ギルモアズアイランド、グリーンアイランド、ロングポイント、ノーマンディビーチ、オーシャンビーチ、オートリービーチ、ペリカンアイランド、パインビュー、プレザントプレーンズ、シェルターコーブ、シルバートン、ティルトンポイント、ウェストドーバー、ホワイトオークボトムがある。
トムズリバーの郵便番号は、08753から08757と08739である。オートリービーチ（ドーバービーチズ・サウス）は08751であり、シーサイドハイツと共有している。マンチェスター・タウンシップには独自の郵便局が無く、その一部はトムズリバーの郵便用住所と郵便番号08757を使っている。

### 気候
トムズリバーは温暖湿潤気候であり、暑く湿気た夏と、温暖な冬、温かい春と秋が特徴である。2012年10月に襲ってきたハリケーン・サンディからは大きな被害を受けた。シルバートンや中心街など標高の低い地域では、高潮がバーニガット湾で起きてシャージーショアを上下したときに最悪の洪水被害を受けた。橋で繋がれたバリア諸島はハリケーンによる高潮でさらに大きな被害を受けた。
| トムズリバーの気候     | トムズリバーの気候 | トムズリバーの気候 | トムズリバーの気候 | トムズリバーの気候 | トムズリバーの気候 | トムズリバーの気候 | トムズリバーの気候 | トムズリバーの気候 | トムズリバーの気候 | トムズリバーの気候 | トムズリバーの気候 | トムズリバーの気候 | トムズリバーの気候 |
| 月                     | 1月                | 2月                | 3月                | 4月                | 5月                | 6月                | 7月                | 8月                | 9月                | 10月               | 11月               | 12月               | 年                 |
| ---------------------- | ------------------ | ------------------ | ------------------ | ------------------ | ------------------ | ------------------ | ------------------ | ------------------ | ------------------ | ------------------ | ------------------ | ------------------ | ------------------ |
| 最高気温記録 °F （°C） | 72 (22)            | 75 (24)            | 87 (31)            | 97 (36)            | 99 (37)            | 102 (39)           | 105 (41)           | 102 (39)           | 99 (37)            | 91 (33)            | 85 (29)            | 76 (24)            | 105 (41)           |
| 平均最高気温 °F （°C） | 41 (5)             | 44 (7)             | 51 (11)            | 61 (16)            | 71 (22)            | 80 (27)            | 85 (29)            | 83 (28)            | 77 (25)            | 67 (19)            | 57 (14)            | 46 (8)             | 63.6 (17.6)        |
| 平均最低気温 °F （°C） | 22 (−6)            | 24 (−4)            | 30 (−1)            | 39 (4)             | 49 (9)             | 59 (15)            | 64 (18)            | 62 (17)            | 55 (13)            | 43 (6)             | 35 (2)             | 27 (−3)            | 42.4 (5.8)         |
| 最低気温記録 °F （°C） | −19 (−28)          | −14 (−26)          | 3 (−16)            | 12 (−11)           | 26 (−3)            | 39 (4)             | 43 (6)             | 38 (3)             | 31 (−1)            | 19 (−7)            | 9 (−13)            | −3 (−19)           | −19 (−28)          |
| 降水量 inch （mm）     | 3.92 (99.6)        | 3.30 (83.8)        | 4.79 (121.7)       | 4.07 (103.4)       | 3.73 (94.7)        | 3.80 (96.5)        | 4.60 (116.8)       | 4.69 (119.1)       | 3.79 (96.3)        | 3.90 (99.1)        | 4.11 (104.4)       | 4.51 (114.6)       | 49.8 (1,265)       |
| 降雪量 inch （cm）     | 7.01 (17.81)       | 5.99 (15.21)       | 5.00 (12.7)        | 0.98 (2.49)        | 0 (0)              | 0 (0)              | 0 (0)              | 0 (0)              | 0 (0)              | 0 (0)              | 0.98 (2.49)        | 4.02 (10.21)       | 23.98 (60.91)      |
| 平均降水日数           | 11                 | 10                 | 11                 | 11                 | 11                 | 10                 | 9                  | 9                  | 8                  | 8                  | 10                 | 10                 | 118                |
| 平均降雪日数           | 4                  | 3                  | 2                  | .5                 | 0                  | 0                  | 0                  | 0                  | 0                  | 0                  | .2                 | 2                  | 11.7               |
| 平均月間日照時間       | 155.0              | 155.4              | 201.5              | 216.0              | 244.9              | 270.0              | 275.9              | 260.4              | 219.0              | 204.6              | 156.0              | 136.4              | 2,495.1            |
| 出典：                 |                    |                    |                    |                    |                    |                    |                    |                    |                    |                    |                    |                    |                    |

## 人口動態

### 2010年国勢調査
以下は2010年国勢調査による人口統計データである。
| 基礎データ - 人口: 91,239 人 - 世帯数: 34,760 世帯 - 家族数: 24,367 家族 - 人口密度: 870.1人/km2（2,253.5 人/mi2） - 住居数: 43,334 軒 - 住居密度: 413.2軒/km2（1,070.3 軒/mi2） 人種別人口構成 - 白人: 89.91% - アフリカン・アメリカン: 2.70% - ネイティブ・アメリカン: 0.17% - アジア人: 3.58% - 太平洋諸島系: 0.02% - その他の人種: 1.96% - 混血: 1.66% - ヒスパニック・ラテン系: 7.93% 年齢別人口構成 - 18歳未満: 21.3% - 18-24歳: 7.9% - 25-44歳: 23.8% - 45-64歳: 29.7% - 65歳以上: 17.3% - 年齢の中央値: 43歳 - 性比（女性100人あたり男性の人口） - 総人口: 92.3 - 18歳以上: 89.6 | 世帯と家族（対世帯数） - 18歳未満の子供がいる: 28.2% - 結婚・同居している夫婦: 54.4% - 未婚・離婚・死別女性が世帯主: 11.7% - 非家族世帯: 29.9% - 単身世帯: 25.1% - 65歳以上の老人1人暮らし: 12.1% - 平均構成人数 - 世帯: 2.58人 - 家族: 3.10人 収入と家計（2006年から2010年のアメリカン・コミュニティ・サーベイ統計） - 収入の中央値 - 世帯: 71,934米ドル - 家族: 83,924米ドル - 性別 - 男性: 59,860米ドル - 女性: 42,192米ドル - 人口1人あたり収入: 33,423米ドル - 貧困線以下 - 対人口: 5.7% - 対家族数: 4.5% - 18歳未満: 7.4% - 65歳以上: 4.6% |

### 2000年国勢調査
以下は2000年国勢調査による人口統計データである。
| 基礎データ - 人口: 89,706 人 - 世帯数: 33,510 世帯 - 家族数: 24,428 家族 - 人口密度: 845.4人/km2（2,189.5 人/mi2） - 住居数: 41,116 軒 - 住居密度: 387.5軒/km2（1,003.5 軒/mi2） 人種別人口構成 - 白人: 93.57% - アフリカン・アメリカン: 1.75% - ネイティブ・アメリカン: 0.13% - アジア人: 2.46% - 太平洋諸島系: 0.02% - その他の人種: 0.95% - 混血: 1.12% - ヒスパニック・ラテン系: 4.54% | 年齢別人口構成 - 18歳未満: 23.3% - 18-24歳: 7.2% - 25-44歳: 27.2% - 45-64歳: 25.1% - 65歳以上: 17.2% - 年齢の中央値: 40歳 - 性比（女性100人あたり男性の人口） - 総人口: 92.7 - 18歳以上: 89.1 世帯と家族（対世帯数） - 18歳未満の子供がいる: 31.2% - 結婚・同居している夫婦: 59.1% - 未婚・離婚・死別女性が世帯主: 10.5% - 非家族世帯: 27.1% - 単身世帯: 22.7% - 65歳以上の老人1人暮らし: 11.0% - 平均構成人数 - 世帯: 2.62人 - 家族: 3.09人 | 収入と家計 - 収入の中央値 - 世帯: 54,776米ドル - 家族: 62,561米ドル - 性別 - 男性: 47,390米ドル - 女性: 30,834米ドル - 人口1人あたり収入: 25,010米ドル - 貧困線以下 - 対人口: 5.7% - 対家族数: 4.0% - 18歳未満: 6.7% - 65歳以上: 6.1% |

## 政府

### タウンシップ政府
トムズリバー・タウンシップは2002年からフォークナー法（正式には選択的自治体認証法と呼ばれる）の首長・立法委員会の政府形態を採っている。立法委員会は7人の委員で構成され、そのうち4人はタウンシップを4つに分けた選挙区から各1人、他の3人はタウンシップ全体を選挙区に選ばれる。首長と7人の委員は11月の一般選挙の一部として党派選挙で選出され、任期は4年間である。首長と3人の全域選挙区選出の委員が同時の選挙で選ばれ、4つの区から選ばれる4人の委員はその2年後の選挙で選ばれる。

### 連邦、州、郡への代表
トムズリバー・タウンシップはアメリカ合衆国下院議員の選挙で、ニュージャージー州第3選挙区に属している。州議会下院では第10選挙区に入っている。

### 政治
2011年3月23日時点で、登録有権者総数は59,987人であり、そのうち11,617人、19.4%が民主党に、15,749人、26.3%が共和党に、32,592人、54.3%が無党派に登録されている。その他の政党は29人である。2010年国勢調査の人口で、65.7%が有権者登録し、18歳以上の人口では83.6%である。
2012年アメリカ合衆国大統領選挙では、共和党のミット・ロムニーが22.773票、57.0%、民主党のバラク・オバマは16,776票、42.0%、その他の候補者が408票、1.0%という結果だった。登録有権者62.614人のうち、40,235人、64.3%が投票し、278票が無効だった。
2008年アメリカ合衆国大統領選挙では、共和党のジョン・マケインが25,881票、57.2%、民主党のバラク・オバマは18,439票、40.8%、その他の候補者が600票、1.3%という結果だった。登録有権者62.909人のうち、45,215人、71.9%が投票した。2004年アメリカ合衆国大統領選挙では、共和党のジョージ・W・ブッシュが26,203票、60.7%、民主党んのジョン・ケリーが16,467票、38.1%、その他の候補者が360票、0.6%だった。登録有権者59,544人のうち、43,170人、72.5%が投票した。
2013年ニュージャージー州知事選挙では、共和党のクリス・クリスティの19,317票、74.5%、民主党のバーバラ・ブオノが6,269票、24.2%、その他の候補者が330票、1.3%だった。登録有権者61,593人のうち、26,470人、43.0%が投票した。554票が無効票だった。2009年ニュージャージー州知事選挙では、共和党のクリス・クリスティが19,317票、66.8%、民主党のジョン・コーザインが7,948票、26.7%、独立系のクリス・ダゲットが1,372票、4.6%、その他の候補者が283票、1.0%だった。登録有権者61,578人のうち、29,782人、48.4%が投票した。

## 教育
トムズリバーの幼稚園から12年生の児童生徒は地域公共教育体系であるトムズリバー地域教育学区の学校で学んでいる。この学区はニュージャージー州では最大の郊外型教育学区であり、都市型学区を合わせても第4位である。トムズリバーの児童生徒に加えて、隣接するビーチウッド、パインビーチ、サウストムズリバーの各ボロからも受け入れている。アボット学区でない学区の中でも州内最大である。2011年から2012年の教育年度では、18の学校に16,981人の児童生徒が学び、教師は常勤換算で1,166.8人、生徒・教師比率は14.55対1だった。
学区内の学校は以下の通りである。生徒数は教育統計全国センターによる。
- ビーチウッド小学校[81]、幼稚園から5年生、591人
- シーダーグローブ小学校[82]、幼稚園から5年生、883人
- ジョセフ・A・シッタ小学校[83]、幼稚園から5年生、672人
- イーストドーバー小学校[84]、幼稚園から5年生、757人
- フーパー・アベニュー小学校[85]、幼稚園から5年生、756人
- ノースドーバー小学校[86]、幼稚園から5年生、648人
- パインビーチ小学校[87]、幼稚園から5年生、440人
- シルバーベイ小学校[88]、幼稚園から5年生、661人
- サウストムズリバー小学校[89]、幼稚園から5年生、375人
- ウォルナット通り小学校[90]、幼稚園から5年生、841人
- ワシントン通り小学校[91]、幼稚園から5年生、385人
- ウェストドーバー小学校[92]、幼稚園から5年生、407人
- トムズリバー中間学校東[93]、6年生から8年生、1,468人
- トムズリバー中間学校北[94]、6年生から8年生、1,423人
- トムズリバー中間学校南[95]、6年生から8年生、1,052人
- トムズリバー東高校[96]、9年生から12年生、1,719人
- トムズリバー北高校[97]、9年生から12年生、2,368人
- トムズリバー南高校[98]、9年生から12年生、1,535人[99][100]

オーシャン郡唯一のカトリック系高校であるドノバン・カトリック高校がトムズリバーにあり、ローマ・カトリック教会トレントン教区の管轄で運営されている。この教区は幼稚園から8年生の児童のためにセントジョセフズ・グレードスクールも運営している。
オーシャン郡カレッジは2年制カレッジであり、州内の他のカレッジや大学との協力で4年コースも選択できる。トムズリバーのフーパー・アベニューにある。2014年5月、ジェイ・アンド・リンダ・グリニン基金がジェイ・アンド・リンダ・グリニン芸術センター建設のために570万ドルの寄付を発表した。これはオーシャン郡カレッジの50年間の歴史で最大の寄付である。

## 交通

### 道路と高規格道
2010年5月時点で、タウンシップの中には総延長453.89マイル (730.47 km) の道路がある。そのうち351.13マイル (565.09 km) がタウンシップの保守に、72.45マイル (116.60 km) がオーシャン郡、24.04マイル (38.69 km) がニュージャージー州交通省、6.27マイル (10.09 km) はニュージャージー・ターンパイク管理局の管轄である。
トムズリバーの領域を、ガーデン・ステイト公園道路、アメリカ国道9号線、ニュージャージー州道35号線、同37号線、道70号線、道166号線、オーシャン郡道527号線、同530号線、同549号線、同571号線が通っている。
混雑する道路の双璧はフーパー・アベニューと州道37号線である。州道37号線はガーデン・ステイト公園道路の出口82号からジャージー海岸に至る幹線道であるために、特に夏にジャージー海岸に来る旅行者で混雑する。フーパー・アベニューと郡道571号線（ベイ・アベニュー）の交差点は州内で唯一平面交差のクローバーリーフ型となっている。
ニュージャージー・ターンパイク管理局が1971年にドリスコル・イクスプレスウェイを建設することを提案した。これは庭園道路出口80号から、サウスブランズウィック・タウンシップのニュージャージー・ターンパイク出口8Aの北3マイル (5 km) で終わるものだった。この計画は1980年に中止になった。

### 公共交通機関
トムズリバーの主要バス停留所は中心街、ガーデン・ステイト公園道路の出口81号近くにある。ニュージャージー・トランジットの67系統でニューアークとジャージーシティのジャーナル・スクエアへ、137系統でニューヨーク市マンハッタン・ミッドタウンのポート・オーソリティ・バスターミナルへ、319系統でニューヨーク市とアトランティックシティ・バスターミナルへ、559系統でアトランティックシティ・バスターミナルへバス便を使うことができる。
オーシャン郡郡政委員会がトムズリバーの中でオーシャン・ライドのバス路線を運行しており、他にもブリック・タウンシップ、ホワイティング/マンチェスター・タウンシップ、レイクウッド・タウンシップ、レイシー・タウンシップ、リトルエッグハーバー・タウンシップ、バークリー・タウンシップ、バーニガット・タウンシップ、プラムステッド・タウンシップ、ポイントプレザント、ロングビーチ・アイランドで運行している。
トムズリバーの内外で多くのタクシー会社がある。料金はそのサービスによっている。
ニュージャージー中央鉄道とペンシルバニア鉄道は1940年代後半にトムズリバーへの運行を止めた。最寄りの鉄道駅はノースジャージー海岸線のベイヘッド駅である。計画中のモンマス・オーシャン・ミドルセックス線では近くのレイクハーストに駅ができると見られている。
ロバート・J・ミラー・エアパークはバークリー・タウンシップにある公営空港であり、トムズリバー中央事業地区からは南西に5マイル (8 km) にある。

## 街

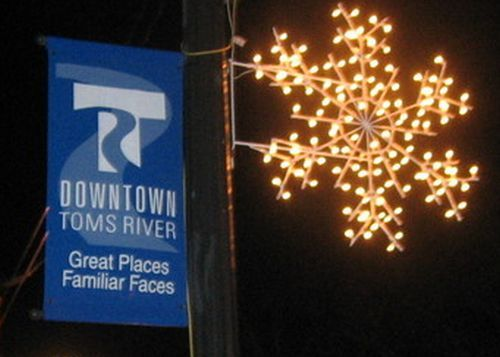
冬のトムズリバー中心街

- トムズリバー・タウンシップは様々なテレビやニューズメディアで紹介されており、例えばMTVの『Made』のエピソード3回分や『Jersey Shore』で題材にされた。
- ジャージー・ショアには、オートリービーチ、ノーマンディビーチ、モントレービーチ、オーシャンビーチ、チャドウィックビーチ、シルバービーチなど多くのビーチがある
- トムズリバーで開催される祭としては、ニュージャージー・チル・アンド・サルサ・クックオフや、ニュージャージー・アイスクリーム・フェスティバルなどがある[113]
- オーシャン郡図書館のトムズリバー支所はオーシャン郡図書館体系の本部であり、郡内最大の公共図書館である。2006年1月、改修工事が終わり、施設の大きさが2倍になった[114]
- オーシャン郡では唯一、かつニュージャージー州では最大級の屋内運動施設であるジョン・ベネット屋内運動場がある。ハリケーン・サンディで大きな被害を受け、修繕が終わった2013年1月に再開された[115]
- ニュージャージー州で最大の教育に関わらない病院であるコミュニティ医療センターがトムズリバーにある[116]
- トムズリバー北高校に繋がる公共アリーナのパインベルト・アリーナは、年間を通じてコンサートなどの地元行事に利用され、教育学区の資金を集めている
- 夏に開催されるトムズリバー・フェストは、地域の内外から観衆を集めており、2008年では25,000人が集まった[117]。
- トムズリバーには多くのショッピングモールがある。オーシャン郡モールは唯一屋内型モールである[118])。シーコート・パビリオンはベイ・アベニューを挟んでオーシャン郡モールの向かい側にある。
- ニュージャージー州にある26の醸造所の1つ、アーティザンズ・ブリュワリーがある[119][120]。
- 1979年の映画『悪魔の棲む家』はトムズリバーで撮影された。地元の警官と救急車の乗員がエキストラを演じた。屋外シーンの1つで、トムズリバー第1ボランティア消防団が雨のシーンを演出した[121]。
- トムズリバー中心街では祭りや、世界で2番目に大きいハロウィーンのパレードなど多くのコミュニティ行事を行う。スローガンは「偉大な場所、親しい顔」である[122]
- 1984年、地元事業家のロバート・O・マーシャルが妻のマリアに対する契約殺人の廉で告発され有罪となった。この事件はノンフィクション作家ジョー・マギネスの注意を惹き、その著作『Blind Faith』は1989年に出版され、1990年にはロバート・ユーリックとジョアンナ・カーンズが出演したテレビ映画に翻案され、エミー賞候補にもなった[123]
- 周辺の自治体の中には郵便局が無いためにトムズリバーを郵便用住所にしている所がある。例えばサウストムズリバー、マンチェスター・タウンシップの一部、バークリー・タウンシップの一部である
- トムズリバーにあるウォーターハウス博物館は、画家チャールズ・ウォーターハウスの作品を集めている[124]

## 著名な出身者
トムズリバー・タウンシップで生まれ、居住し、あるいは密接な関わりがあった著名人は以下のとおりである。
- クリス・コナー（1927年–2009年）、ジャズ歌手[125]
- フランク・エドガー（1981年 - ）、総合格闘家[126][127]
- トッド・フレイジャー（1986年 - ）、メジャーリーグベースボール選手、シンシナティ・レッズ[128]
- ブライアン・ジェラティ（1974年 - ）、俳優、『マーシャルの奇跡』（2006年）、『守護神』（2006年）、『ボビー』（2006年）、『ジャーヘッド』（2005年）に出演[129]
- マーティ・ジャネッティ（1962年 - ）、プロレスラー
- アル・ライター（1965年 - ）、メジャーリーグベースボール選手、ニューヨーク・メッツとニューヨーク・ヤンキースでプレイ[130]
- ディミトリ・マーティン（1973年 - ）、コメディアン、映画『パーティー・ナイトはダンステリア』（2011年）、「コンテイジョン」（2011年）などに出演[131]
- チャールズ・エメリー・ローゼンダール（1892年–1977年）、アメリカ海軍の提督、レイクハースト海軍航空基地の司令官[132]